# Auberville
Auberville és un municipi francès situat al departament de Calvados i a la regió de Normandia. L'any 2007 tenia 452 habitants.

## Demografia

### Població
El 2007 la població de fet d'Auberville era de 452 persones. Hi havia 152 famílies de les quals 20 eren unipersonals (20 dones vivint soles i 20 dones vivint soles), 52 parelles sense fills i 80 parelles amb fills.
La població ha evolucionat segons el següent gràfic:
Habitants censats

### Habitatges
El 2007 hi havia 231 habitatges, 153 eren l'habitatge principal de la família, 63 eren segones residències i 15 estaven desocupats. 220 eren cases i 11 eren apartaments. Dels 153 habitatges principals, 114 estaven ocupats pels seus propietaris, 35 estaven llogats i ocupats pels llogaters i 4 estaven cedits a títol gratuït; 1 tenia una cambra, 6 en tenien dues, 13 en tenien tres, 48 en tenien quatre i 85 en tenien cinc o més. 134 habitatges disposaven pel capbaix d'una plaça de pàrquing. A 45 habitatges hi havia un automòbil i a 94 n'hi havia dos o més.

### Piràmide de població
La piràmide de població per edats i sexe el 2009 era:
| Homes | Edats   | Dones |
| ----- | ------- | ----- |
| 0     | 95 o +  | 0     |
| 0     | 90 a 94 | 0     |
| 0     | 85 a 89 | 0     |
| 0     | 80 a 84 | 4     |
| 4     | 75 a 79 | 0     |
| 4     | 70 a 74 | 4     |
| 8     | 65 a 69 | 12    |
| 12    | 60 a 64 | 0     |
| 8     | 55 a 59 | 4     |
| 4     | 50 a 54 | 8     |
| 8     | 45 a 49 | 12    |
| 8     | 40 a 44 | 8     |
| 12    | 35 a 39 | 20    |
| 4     | 30 a 34 | 4     |
| 0     | 25 a 29 | 4     |
| 0     | 20 a 24 | 4     |
| 8     | 15 a 19 | 4     |
| 8     | 10 a 14 | 12    |
| 4     | 5 a 9   | 4     |
| 4     | 0 a 4   | 0     |

## Economia
El 2007 la població en edat de treballar era de 287 persones, 207 eren actives i 80 eren inactives. De les 207 persones actives 194 estaven ocupades (98 homes i 96 dones) i 13 estaven aturades (8 homes i 5 dones). De les 80 persones inactives 31 estaven jubilades, 25 estaven estudiant i 24 estaven classificades com a «altres inactius».

### Ingressos
El 2009 a Auberville hi havia 156 unitats fiscals que integraven 440 persones, la mediana anual d'ingressos fiscals per persona era de 18.438 €.

### Activitats econòmiques
Dels 28 establiments que hi havia el 2007, 1 era d'una empresa alimentària, 7 d'empreses de construcció, 5 d'empreses de comerç i reparació d'automòbils, 1 d'una empresa de transport, 4 d'empreses d'hostatgeria i restauració, 3 d'empreses immobiliàries i 7 d'empreses de serveis.
Dels 9 establiments de servei als particulars que hi havia el 2009, 2 eren tallers de reparació d'automòbils i de material agrícola, 3 paletes, 1 fusteria, 2 lampisteries i 1 restaurant.

## Poblacions més properes
El següent diagrama mostra les poblacions més properes.